# خانه جواد نصری
منزل جواد نصری مربوط به اواخر دوره قاجار است و در رودسر، روبروی نهارخوران، کوچه نصری، خیابان شهدا، پلاک ۷۸ واقع شده و این اثر در تاریخ ۱۱ شهریور ۱۳۸۲ با شمارهٔ ثبت ۹۹۲۷ به‌عنوان یکی از آثار ملی ایران به ثبت رسیده‌است.